# The Sessions
The Sessions is een Amerikaanse dramafilm uit 2012, die gebaseerd is op een waargebeurd verhaal. De film werd geregisseerd door Ben Lewin en duurt 106 minuten.

## Verhaal
Mark O'Brien is verlamd en leeft door middel van een ijzeren long. Op 38-jarige leeftijd heeft hij de wens zijn maagdelijkheid kwijt te raken. Met de hulp van sekstherapeute Cheryl, een sympathieke priester en zijn eigen humor gaat hij deze uitdaging aan.